# Cristo e l'adultera (Alessandro Turchi)
Cristo e l'adultera è un dipinto - olio su tela, cm 108 x 147 - del pittore veronese Alessandro Turchi, databile al 1619 circa e che si trova attualmente in collezione privata.

## Descrizione e stile
L'opera raffigura un episodio contenuto nel Vangelo di Giovanni (8,1-8,11), che fu rappresentato molte volte nella pittura del Cinquecento e del primo Seicento.
L'impostazione a mezza figura del quadro si ispira a quella in uso nella pittura veneta rinascimentale (Palma il Vecchio e Lorenzo Lotto ad esempio), in cui si riscontra un numero limitato di personaggi costipati in uno spazio ristretto. 

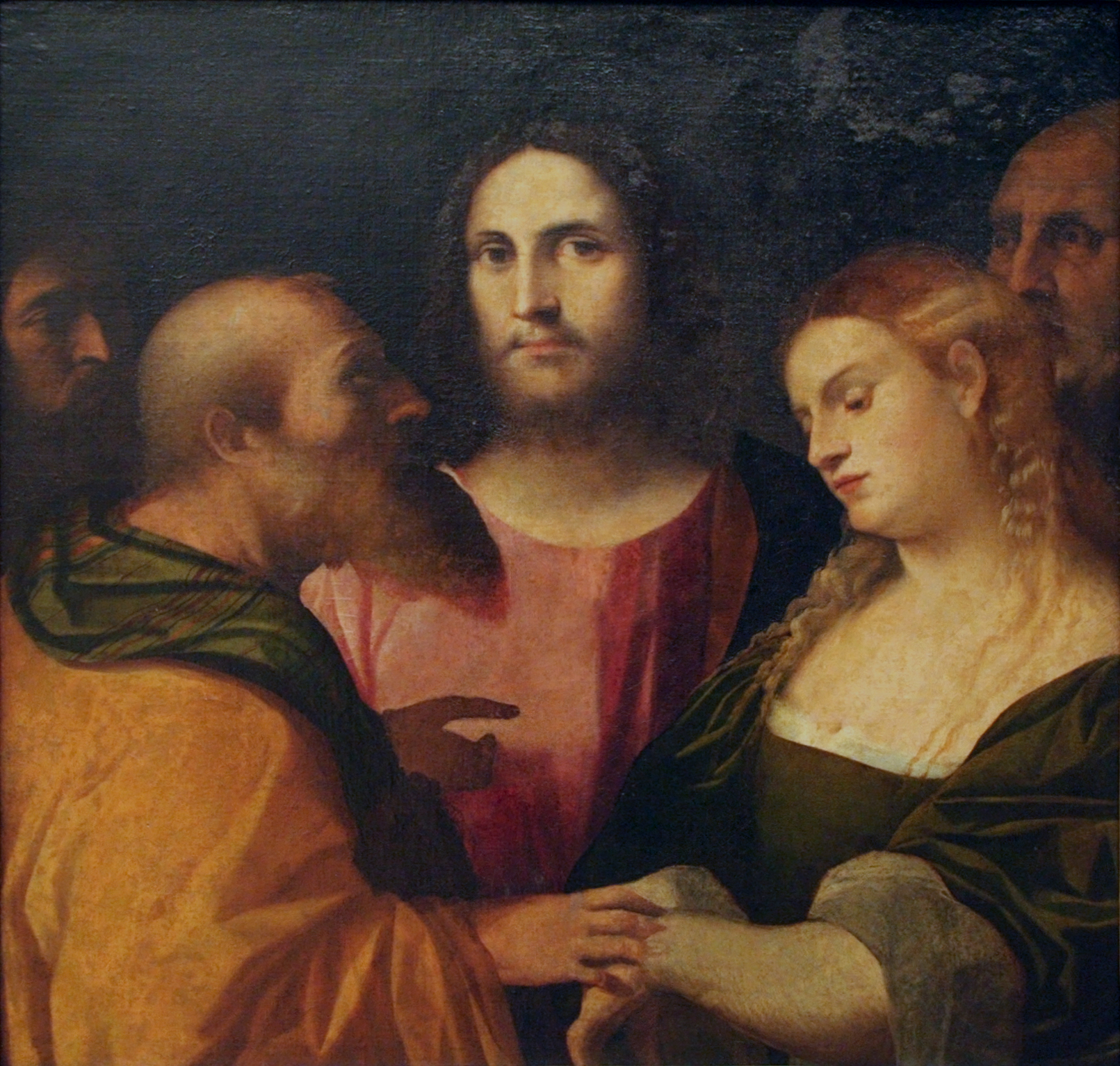
Palma il Vecchio, Cristo e l'adultera

Lo stile del quadro tradisce l'interesse di Alessandro Turchi verso la pittura post-caravaggesca, che conobbe alla fine del secondo decennio del Seicento subito dopo l'arrivo a Roma. In particolare si riscontrano riferimenti stilistici stringenti con Bartolomeo Manfredi; tuttavia troviamo ancora viva una certa componente classicistica che rimane in modo più o meno evidente, più o meno sotterraneo il fil rouge della pittura del veronese.

## Storia
Non sappiamo da chi fu commissionato il dipinto. Esso transitò ben presto in Francia nella collezione del cardinale Giulio Mazzarino, dove viene ricordato nei due inventari della sua collezione del 1653 e del 1661. Passò poi alla sua morte nella raccolta del marchese di Aulan e in quella di Guillaume-Jean Constantin a Parigi. Si ritrova quindi a Londra presso il primo duca di Sutherland, dopodiché è presente a più riprese sul mercato dell'arte inglese e italiano.